# Circondario di Aga Buriazia
Il circondario di Aga Buriazia in russo Аги́нский-Буря́тский автоно́мный о́круг?, o Aga Buriazia, è stato un circondario (okrug) del Territorio della Transbajkalia. L'okrug ha un'area di 19312 km² e una popolazione di 72 213 persone (nel 2002). Il centro amministrativo del distretto è Aginskoe.

## Storia
Già circondario autonomo, il 1º marzo 2008 il circondario si è unito all'oblast' di Čita nel nuovo territorio della Transbajkalia.

## Zona oraria
Aga Buriazia si trova nella zona oraria jakuta (YAKT/YAKST). La posizione rispetto all'UTC è +0900 (YAKT)/+1000 (YAKST).

## Società

### Evoluzione demografica
Popolazione (2002): 72 213

### Etnie e minoranze straniere
Mentre i residenti dell'okrug si identificano come appartenenti a 54 differenti gruppi etnici, la maggior parte di loro si considera di etnia buriata (45 149, 62,5%) o russa (25 366 o 35,1%), mentre i tatari sono solo 390 (0,5%).